# Дине Донев
Костас Теодору (на гръцки: Κώστας Θεοδώρου), известен с името Дине Донев (на английски: Dine Doneff), е джаз композитор и изпълнител от Гърция.

## Биография
Дине Донев е роден през 1965 година в Западна Германия в семейството на българоговорещи емигранти от село Русилово, Воденско, които скоро след раждането му се завръщат в южномакедонския град Воден. Започва да се занимава с музика в средата на 80-те години на XX век, след което се прехвърля в Солун, където получава по-голяма възможност за развитие. Участва в различни музикални и културни проекти, партнира си с редица европейски музиканти, включително с Теодосий Спасов. Заедно с художничката и фотограф Фотини Потамия създават лейбъла „neRED music“.
За себе си казва в интервю за Йероним Палатос: 
| „ | Дине Донев съм аз, тоест Костас Теодору. С течение на времето, и натрупвайки житейски опит, осъзнаваме, че реалността се различава от истината. Най-общо, мога да кажа, че Дине Донев е истината, а Костас Теодору реалността... Откакто си спомням винаги е имало вътрешен диалог между тях двамата. През всичките ми години в училище беше невъзможно да изразя скритата си идентичност, тъй като реалността я демонизираше... Аз принадлежа на поколението на тези, свикнали да чуват един език вкъщи и друг на публичните места. Старите поколения, особено жените, не говореха гръцки. В чисто селските села на гръцката част на Македония гръцкият език почти не присъстваше, докато местният (славянски) език беше почти вездесъщ. | “ |

## Дискография
- 1999: Nostos - Lyra
- 2003: Echotopia - FM Records
- 2005: Sumiglia - ECM
- 2008: Songs Of An Other - ECM
- 2015: Songs of Thessaloniki - ECM
- 2018: Rousilvo - neRED/ECM
- 2019: IN/OUT - neRED/ECM[3]